# Кахамарка (культура)
Культура Кахамарка (исп. Cultura Cajamarca) — археологическая культура, существовавшая на территории перуанского региона Кахамарка.
Народ кахамаркас жил на территории региона более трех тысячелетий, а его автономная культура возникла несколько позже, около 200—300 года н. э. и просуществовала до завоевания района инками в 15 веке.
Экономика народа была преимущественно аграрной, кахамаркас выращивали кукурузу, бобы и горох, преимущественно на горных склонах, однако свидетельств сложных ирригационных сооружений не сохранилось. Поселения строились не в долинах, а на вершинах холмов и других стратегически расположенных местах, пригодных для обороны. Авторы времен испанского завоевания описывали монументальные дома культуры, что не сохранились до наших дней.
Самые ранние керамические изделия кахамаркас относятся к временам до 1400 года до н. э. Эти изделия были очень качественными, со сложными узорами и включениями. Широко использовался каолин, тип белой глины, что помогал изготавливать текстурированную керамику, часто с зооморфными мотивами (змеи, кошки, лягушки) и изображениями людей. Главными цветами были чёрный, коричневый и оранжевый.
Самой известной археологической культуры участком является Отуско, расположена возле города Отуско, по 7,5 км на дороге в направлении к Комбайо, здесь сохранился большой некрополь культуры. В 2017 году сообщено о новых находках артефактов доинкской культуры . Приблизительный возраст предметов 1000—1400 лет.